# 和德昌
和德昌，全名和德昌股份有限公司，是跨國速食餐廳麥當勞在台灣業務的經營商，最早為1983年成立的台灣麥當勞餐廳公司，歷經台美合資、美國總公司直營等股權變化，2017年起由仰德集團出身的李昌霖所持有的德昱公司接手，並改為現名，成為麥當勞在台灣的授權發展商。

## 公司沿革

### 孫大強家族時期

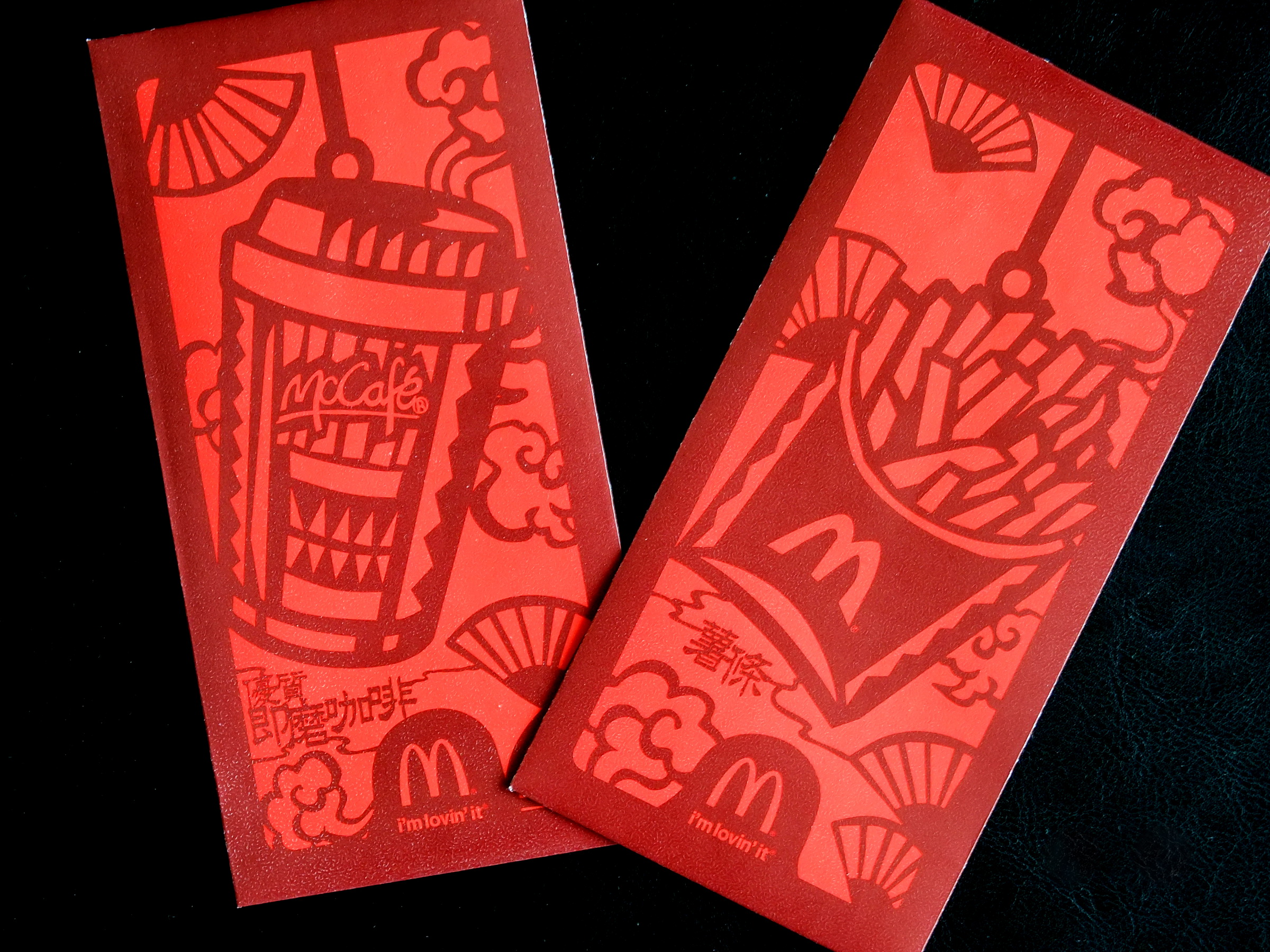
麥當勞農曆新年紅包

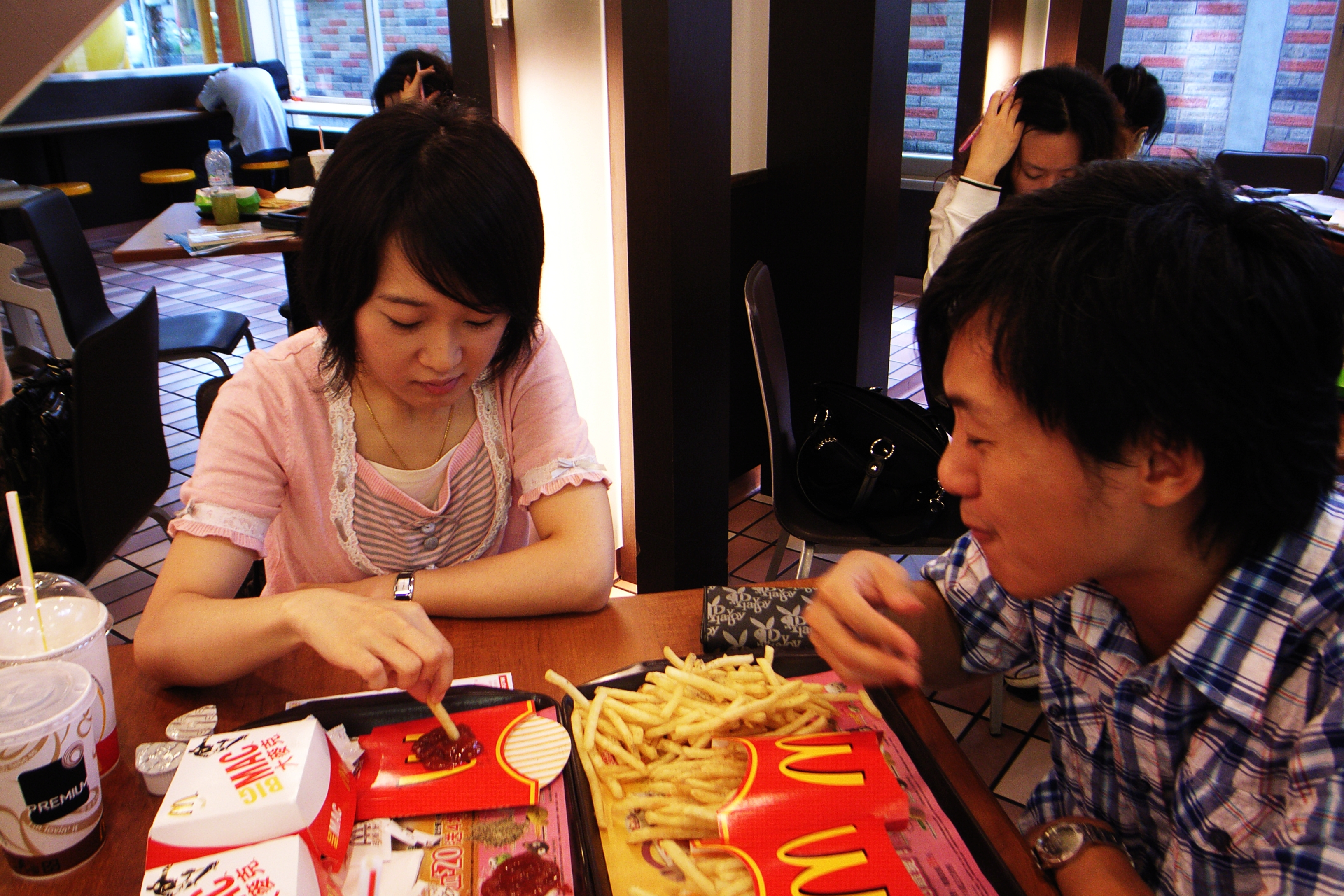
臺灣麥當勞餐廳內的顧客

- 1984年1月28日，臺灣第一間麥當勞開設在臺北市松山區民生東路三段（店號：001），由孫大強家族引進，與麥當勞美國總公司合資設立「台灣麥當勞餐廳股份有限公司」，並由孫大偉擔任首任董事長，雙方各持股一半，當時造成極大轟動，曾創下麥當勞單週營業的世界紀錄，間接讓台灣餐飲業邁入新紀元。麥當勞將其理念Q（Quality，品質）、S（Service，服務）、C（Cleanliness，衛生、清潔）、V（Value，價值）帶入臺灣，為當時臺灣餐飲業投下一顆震撼彈。同年3月31日，第二間位於臺北市萬華區昆明街（西門町，店號：002）開幕。
- 1986年，台灣麥當勞推出有氧早餐系列，在西式速食餐飲界開設早餐時段餐點。
- 1988年，台灣麥當勞推出快樂兒童餐，購買兒童餐加贈玩具。

### 美商麥當勞自行管理時期
- 1993年，麥當勞正式決定接手孫大偉持股，全面介入臺灣麥當勞管理層面，形成7人集體領導模式，改派美籍人士羅威廉擔任總裁直接經營。
- 2002年1月，臺灣第368間分店「馬公中正餐廳」（店號：368）開幕。同年11月底，無預警地一次關掉全台15家門市。
- 2003年，引進全臺第一間麥當勞McCafe'坐落在臺北市士林區天母東路與忠誠路交叉路口，正式跨足咖啡飲品產業。
- 2006年，改變出餐模式，採用現點現做（Make for you系統），讓消費者能享用熱騰騰且新鮮的餐點。
- 2006年6月1日起，在全台99家麥當勞得來速施行24小時營業，提供消費者一個享用消夜的好去處。
- 2010年1月，台灣麥當勞店內電視媒體由前線媒體取得營運代理權並定名為「MyTV」。
- 2013年1月21日起，臺灣麥當勞的24小時「麥當勞歡樂送」外賣專線「40-666-888」，交由香港電訊盈科負責，由電盈在上海的客服中心接聽來電。
- 2015年麥當勞在台灣已有388家分店，並計劃兩年內擴展至500家。[4]
- 2015年6月12日，麥當勞大中華區總裁曾啟山在台灣麥當勞公司的內部會議上，用英文表示母公司將轉手台灣麥當勞經營權，麥當勞在台灣將改採「發展式特許經營」模式，由新的投資方主導本地市場經營。[5][6][7][8]

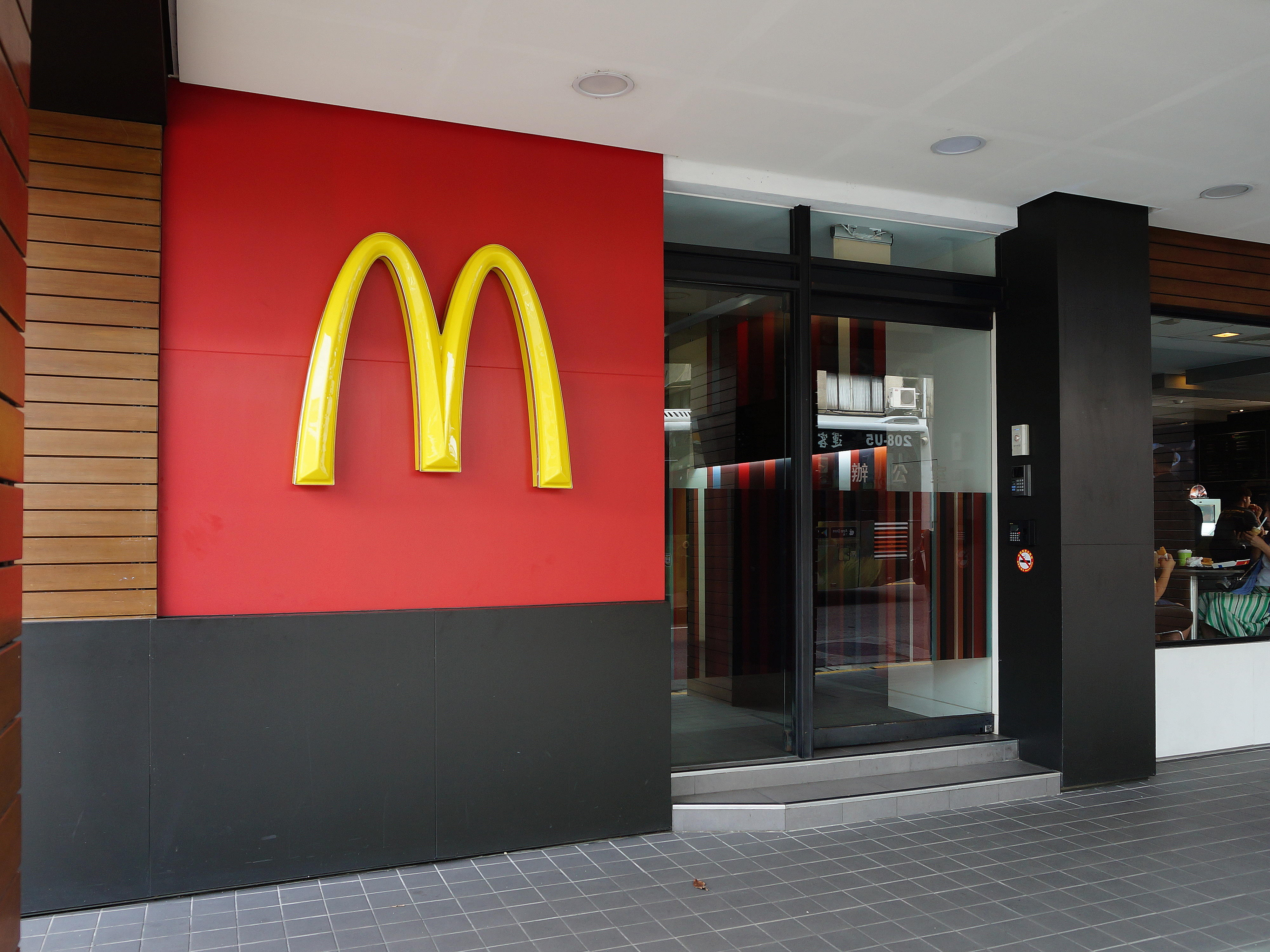
台灣麥當勞總部，位於麥當勞林森二店（店號：056）

- 2016年12月21日，仰德集團二少東、國賓大飯店總經理李昌霖以個人及家族力量投入約3億美元的資金，決定購入臺灣麥當勞的經營權[9]。
- 2017年3月28日，中華民國經濟部投資審議委員會核准，由李昌霖持有的德昱公司以新台幣51億元取得台灣麥當勞餐廳股權。根據經濟部商業司的公司登記資料，德昱目前資本額只有新台幣62萬5,000元。經濟部投資審議委員會官員指出，德昱已申請增資到資本額新台幣11億元[3]。
- 2017年3月29日，台灣麥當勞經營權以新臺幣51億元賣給李昌霖[10][11]；4月26日獲得中華民國公平交易委員會核准[12][13]。
- 2017年5月31日，台灣麥當勞推出首張儲值卡「麥當勞點點卡」，空卡售價新臺幣100元，但不適用於麥當勞歡樂送及部分門市。

### 和德昌經營時期
- 2017年6月1日，台灣麥當勞宣布，由李昌霖成立的「德昱股份有限公司」正式接手台灣麥當勞經營權，成為麥當勞台灣市場的授權發展商[14][15]。

- 2017年6月5日，台灣麥當勞的公司名稱由「台灣麥當勞餐廳股份有限公司」更名為「和德昌股份有限公司」（Prospect Hospitality Co., Ltd.）[16]。

- 2018年7月18日，台灣麥當勞在台北市萬華區西門町開設台灣首間「麥當勞2.0旗艦餐廳」昆明旗艦店，藉由店裝、服務、產品與數位服務全面創新升級，提供顧客更食尚、貼心且便利的用餐體驗，並正式邁入EOTF（Experience of the Future）全新世代。員工制服由設計師方國強設計出五款全新制服[17][18][19][20]。

- 2018年8月31日，為慶祝台灣羽球國手戴資穎在亞運會上奪得金牌，麥當勞推出限時優惠，單點大麥克買一送一，引起全台的排隊風潮，當日大麥克售罄後，其他十八套主餐就全都可享「買一送一」優惠，而在優惠結束的隔天（2018年9月1日）麥當勞臨時於10:30宣布暫停營業一天，麥當勞表示，許多據點來不及補足隔天的備料，將面臨開門營業、卻沒有漢堡可賣的窘境，料想民眾不滿聲浪傾巢而出，可能產生負面效應，因此徹夜討論解方，隔日董事長李昌霖同意「全台麥當勞暫停營業一天」，以慰勞前天大量人潮帶來員工忙碌抑或是加班的辛勞，不論在商品行銷或者是形象宣傳方面都達到非常好的效果[21]。

- 2019年6月20日，晚間八點，台灣麥當勞第一間有得來速的天母門市（店號：011）結束營業，正式為自1986年起經營超過30年的營業歷史畫下句點[22]。

- 2019年10月30日，開幕35年的台北市中山區南京林森店（店號：004）改裝成首間幾何概念餐廳，融合復古與現代風格，並邀請香港設計師鄒志偉設計融合產品與英文字幕的圖畫。至今在台亦有不少分店改裝成此風格，更是少數可在室內攝影的分店[23]。

- 2022年5月29日，台灣麥當勞一口氣收掉4家門市：下午2:00，位於新北市的中和連城店（店號：491）結束在地十年的時光；晚上8:00，位於基隆的愛三門市（店號：023）結束營業，在市民的不捨中結束34年的經營歷史；位於台中的台中復興店（店號：045）及台中新興店（店號：140），亦同步結束營業。

- 2023年3月15日，麥當勞下架辣味麥脆雞翅及檸檬。

- 2024年3月27日，麥當勞再次推出焦糖冰奶茶，並且長期供應。（2018年，麥當勞停售焦糖冰奶茶。）

- 2024年3月27日至5月7日，麥當勞「經典復刻還你唷!」板烤雞腿堡。（套餐搭配焦糖冰奶茶。）

- 2024年4月10日至5月7日，麥當勞「經典復刻還你唷!」照燒豬肉堡。（套餐搭配焦糖冰奶茶。）

- 2024年10月，麥當勞與動漫作品獵人HUNTER×HUNTER聯名角色盲卡包，但在開賣前麥當勞就提前寄給多名網紅，包含完整的角色卡包和只送不賣的收藏盒，此行銷策略不僅引發網友不滿，甚至有很多網紅完全不了解動漫，指著獵人HUNTER×HUNTER角色喊著其他作品的名稱，遭挨轟後卻反嗆網友。由於不少粉絲提出抵制活動的聲音，麥當勞也緊急於粉絲團發表聲明，參與粉絲團留言即可抽到共100套完整的收藏冊。

- 2024年12月，一名員工家屬指控，其女兒在11月因被麥當勞主管性侵導致憂鬱症輕生，引發輿論譁然。[24]麥當勞提供時序說明，該員工於2024年2月離職，離職後向警察局報案性侵，並向麥當勞提出性騷擾申訴，麥當勞成立調查小組，調查後於5月解僱被申訴人。該員工同年11月輕生後，家屬上網指控並引起媒體報導，[25]臺北市政府勞動局以雇主未對受害者提供心理諮商及其他必要服務為由，依照《性別平等工作法》第13條第2項，裁罰麥當勞100萬元。[26]

## 相關圖片

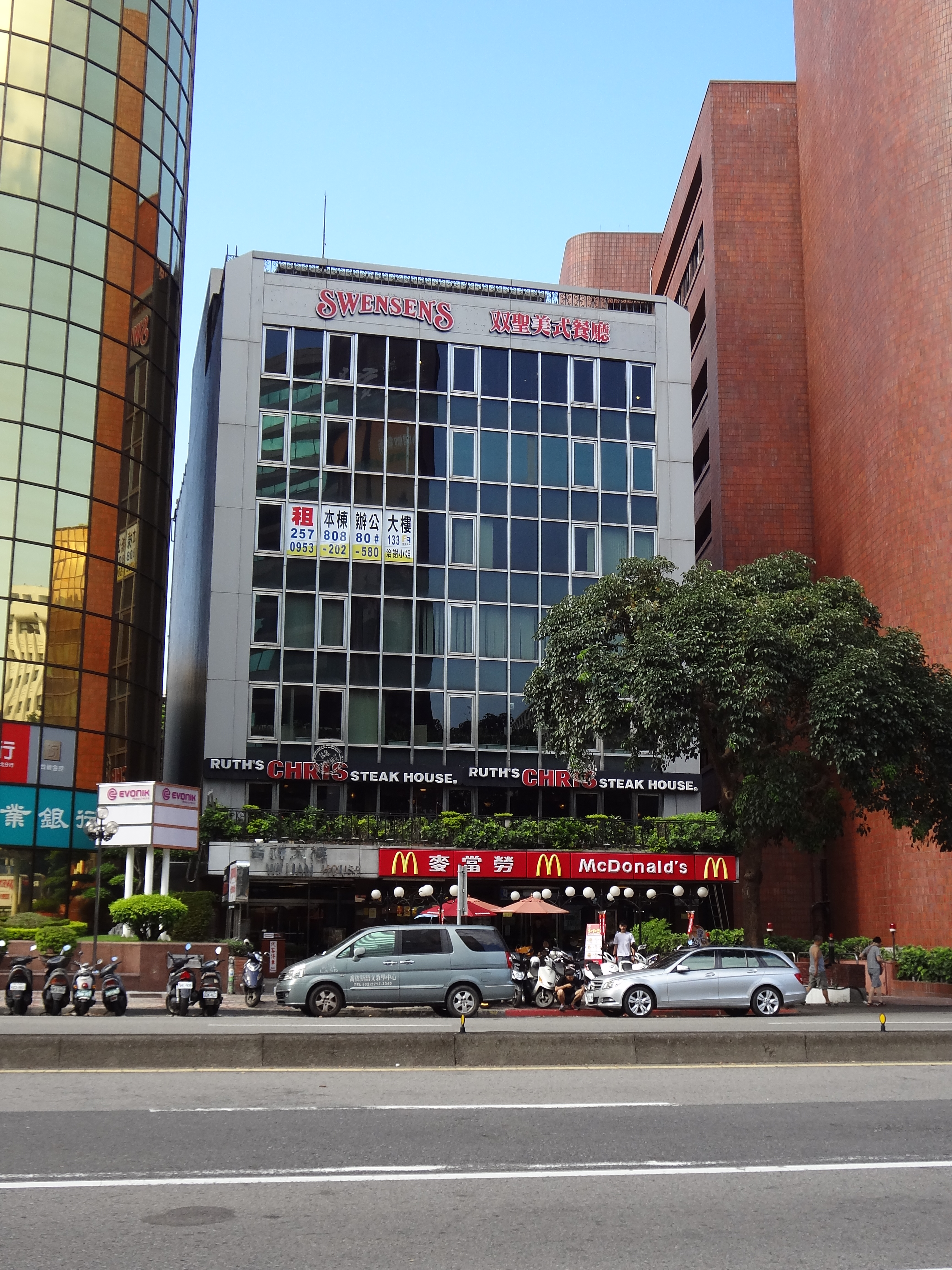
台灣第一家麦当劳分店，位于台北民生东路
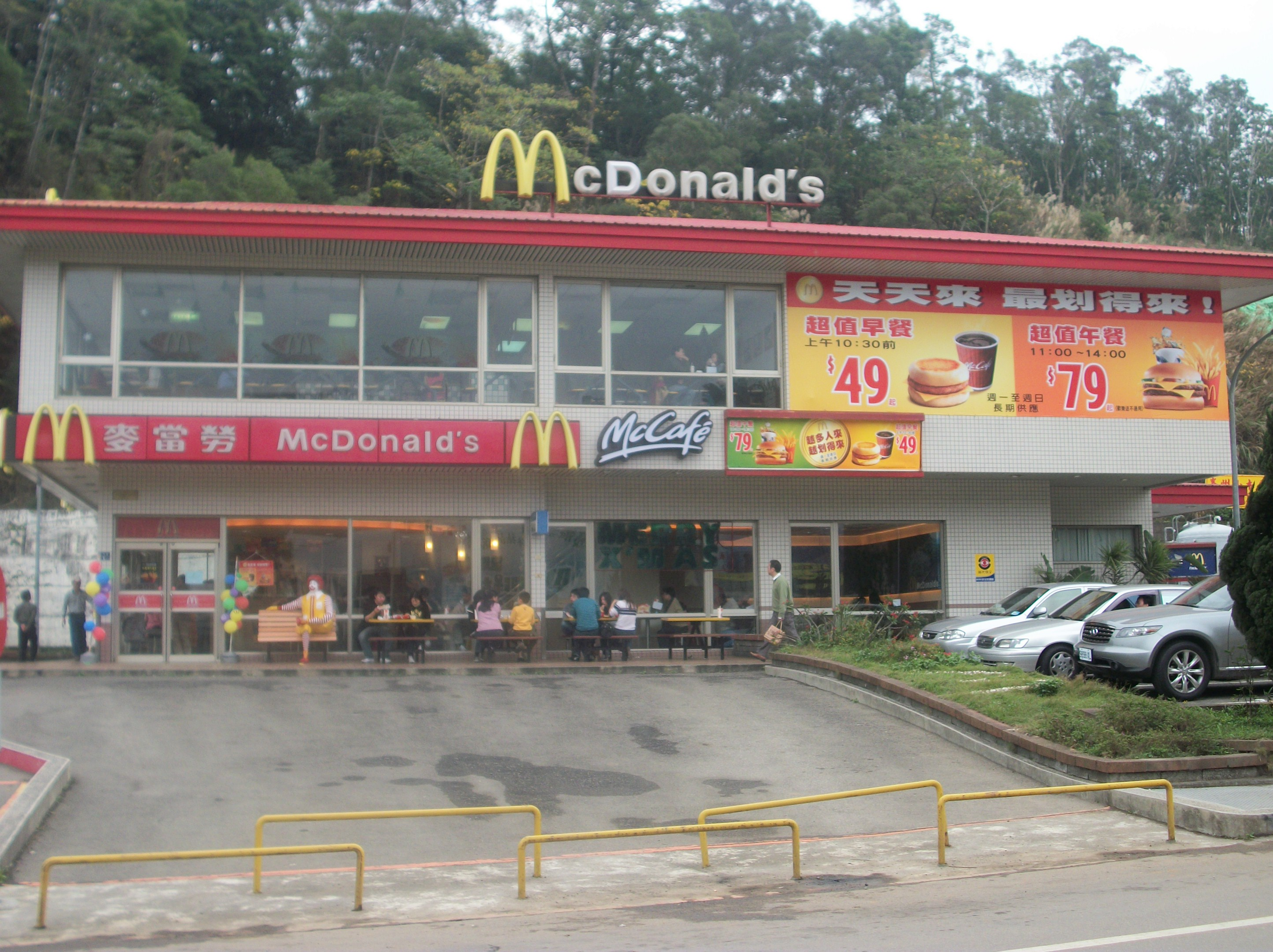
現今台灣部分麥當勞門市附設McCafe，並導入24小時營業
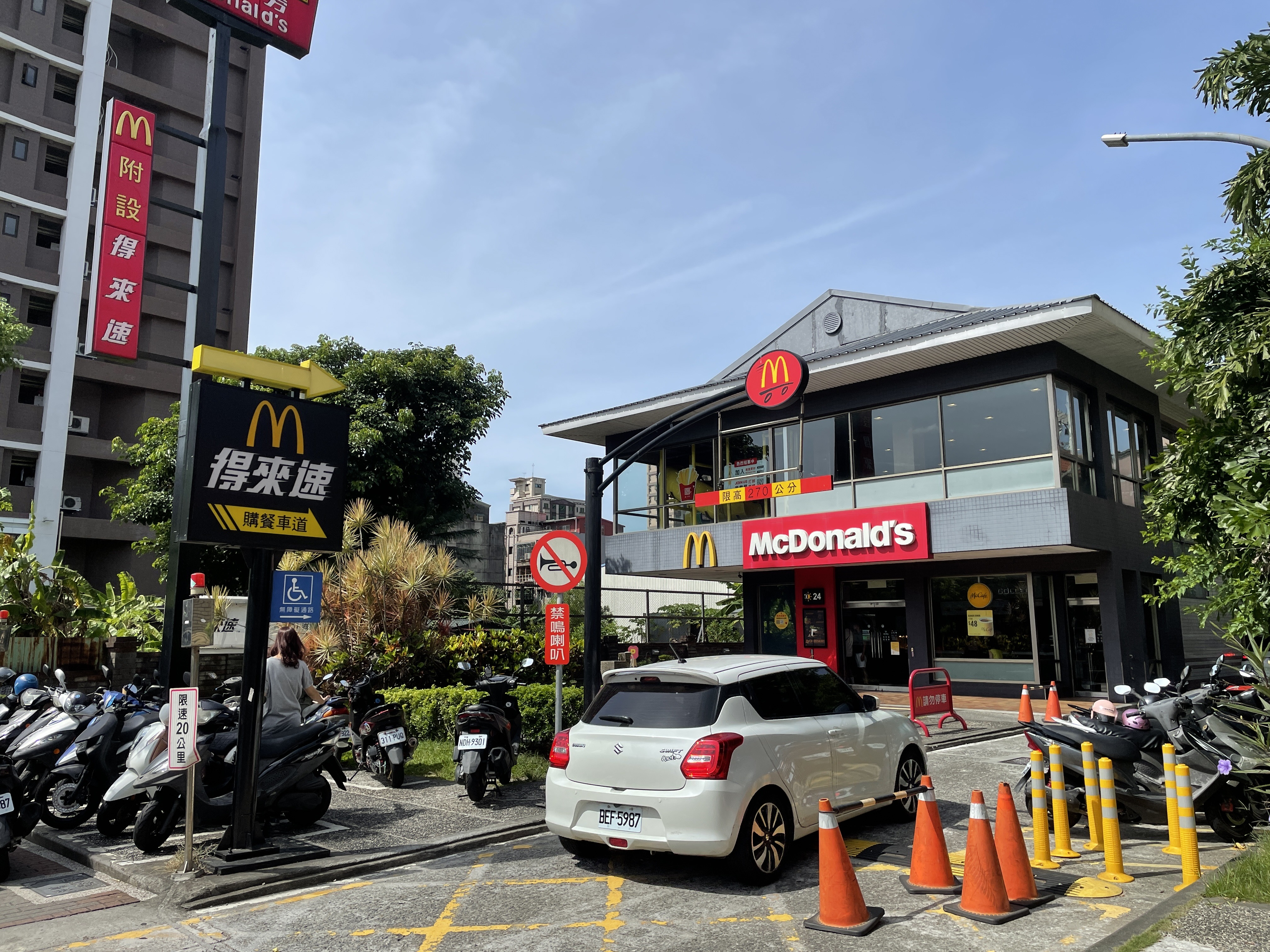
附有得來速服務，位於新莊區的麥當勞新莊中山店

## 外部連結
- （繁體中文） 台灣麥當勞 （页面存档备份，存于）
- （繁體中文） 台灣公司資料